# Campionat d'escacs dels Països Baixos
El Campionat d'escacs dels Països Baixos és un torneig d'escacs que se celebra oficialment per determinar el campió nacional del país, des de l'any 1909, tot i que l'historial de títols oficiosos es podria remuntar a la dècada dels 1870.
Fins al 1969 es jugà bianualment, i des del 1970 amb periodicitat anual.
Des de 1935 se celebra també un campionat femení, paral·lelament al torneig open (obert tant a homes com a dones)

## Títols no oficials (període 1873 - 1908)

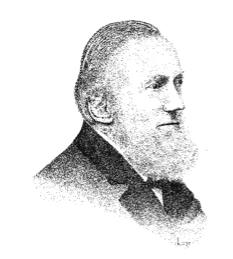
Christiaan Messemaker, 2 cops campió neerlandès (1882 i 1884)

| #  | Any  | Ciutat                | Guanyador                       |
| -- | ---- | --------------------- | ------------------------------- |
| 1  | 1873 | La Haia               | H.W.B. Gifford                  |
| 2  | 1874 | Amsterdam             | A. de Lelie                     |
| 3  | 1875 | Rotterdam             | H.W.B. Gifford                  |
| 4  | 1876 | Gouda (Països Baixos) | J.G.E.A. de Vogel               |
| 5  | 1877 | La Haia               | A. Polak Daniels                |
| 6  | 1878 | Amsterdam             | Marteen Van 't Kruijs           |
| 7  | 1879 | Rotterdam             | C.E.A. Dupré                    |
| 8  | 1880 | Gouda                 | Henry Edward Bird               |
| 9  | 1881 | La Haia               | Levi Benima                     |
| 10 | 1882 | La Haia               | Christiaan Messemaker           |
| 11 | 1883 | Rotterdam             | Levi Benima                     |
| 12 | 1884 | Gouda                 | Christiaan Messemaker           |
| 13 | 1885 | La Haia               | Dirk van Foreest                |
| 14 | 1886 | Utrecht               | Dirk van Foreest                |
| 15 | 1887 | Amsterdam             | Dirk van Foreest                |
| 16 | 1888 | Rotterdam             | Rudolf Loman                    |
| 17 | 1889 | Gouda                 | Arnold van Foreest              |
| 18 | 1890 | La Haia               | Rudolf Loman                    |
| 19 | 1891 | Utrecht               | Rudolf Loman                    |
| 20 | 1892 | Amsterdam             | Robbert van den Bergh           |
| 21 | 1893 | Groningen             | Arnold van Foreest Rudolf Loman |
| 22 | 1894 | Rotterdam             | Rudolf Loman                    |
| 23 | 1895 | Arnhem                | Adolf Georg Olland              |
| 24 | 1896 | Leiden                | Dirk Bleijkmans                 |
| 25 | 1897 | Utrecht               | Rudolf Loman                    |
| 26 | 1898 | La Haia               | Jan Diderik Tresling            |
| 27 | 1899 | Amsterdam             | Henry Ernest Atkins             |
| 28 | 1900 | Groningen             | Gerard Oskam                    |
| 29 | 1901 | Haarlem               | Adolf Georg Olland              |
| 30 | 1902 | Rotterdam             | Arnold van Foreest              |
| 31 | 1903 | Hilversum             | Paul Saladin Leonhardt          |
| 32 | 1904 | Ljouwert              | Dirk Bleijkmans                 |
| 33 | 1905 | Scheveningen          | Frank James Marshall            |
| 34 | 1906 | Arnhem                | Bernard Wolff Beffie            |
| 35 | 1907 | Utrecht               | Jan Willem te Kolsté            |
| 36 | 1908 | Haarlem               | Johannes Esser Pope             |

## Quadre d'honor del títol oficial - Campions dels Països Baixos

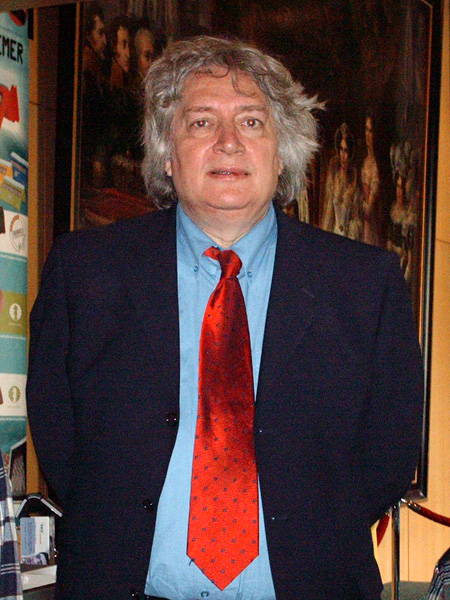
GM Jan Timman, 9 títols

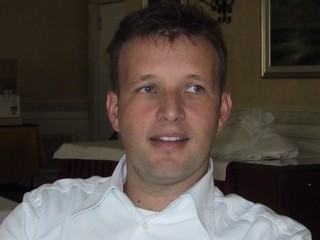
GM Jeroen Piket, 4 títols

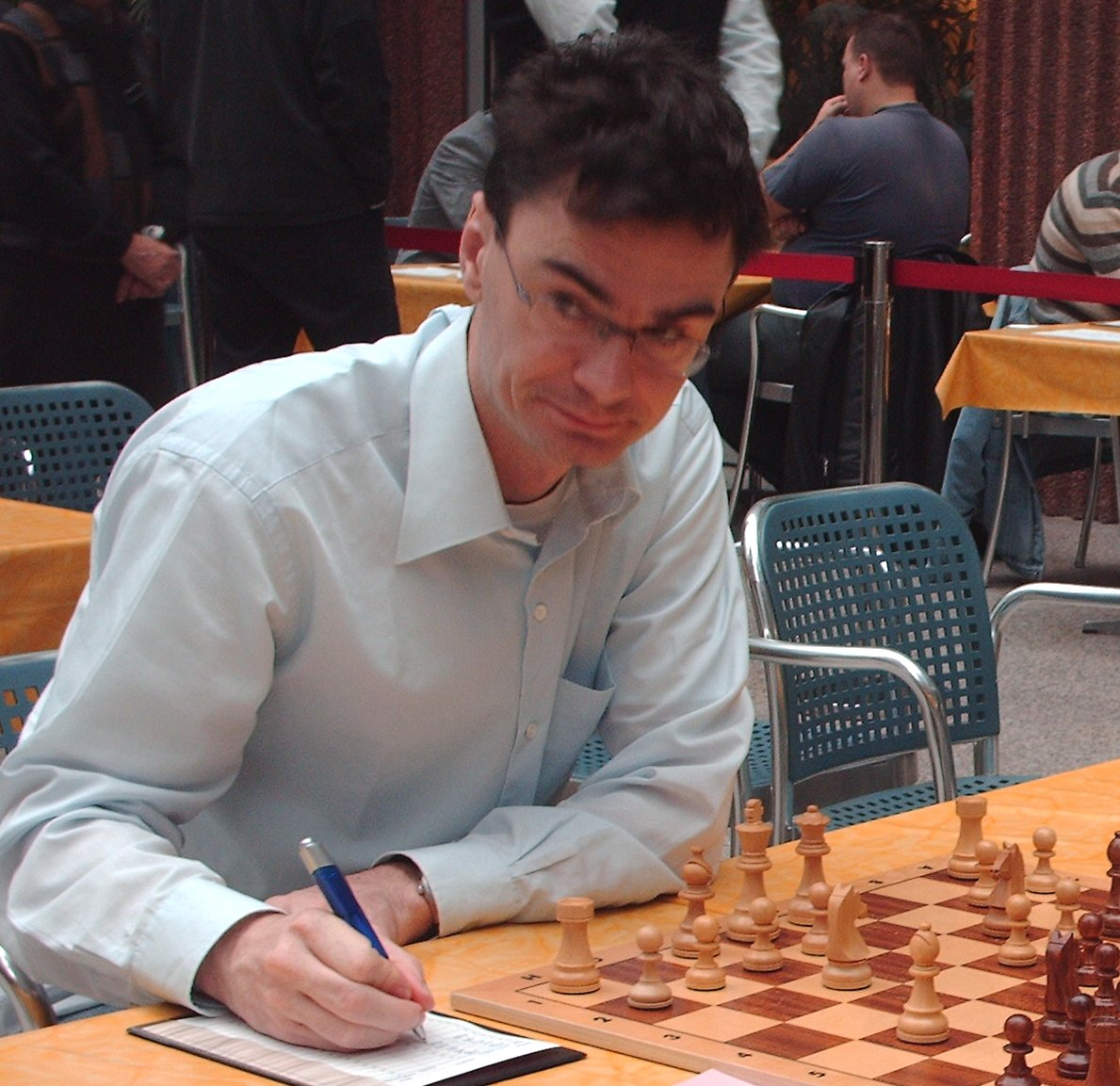
GM Loek van Wely, 6 títols

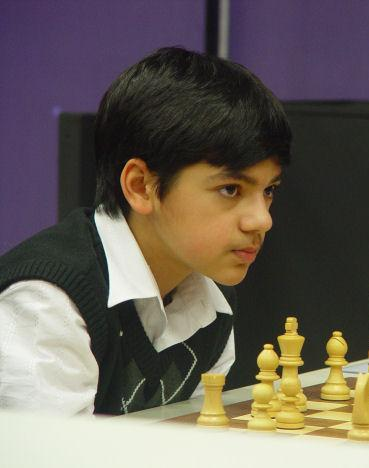
Anish Giri, guanyador de 2009, 2011, 2012 i 2015, i el GM més jove del món en assolir el títol.

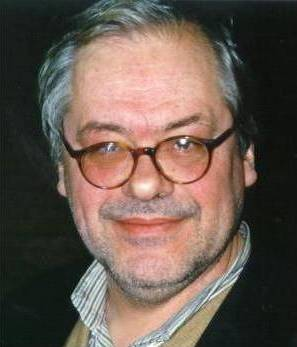
GM Hans Ree, 4 títols

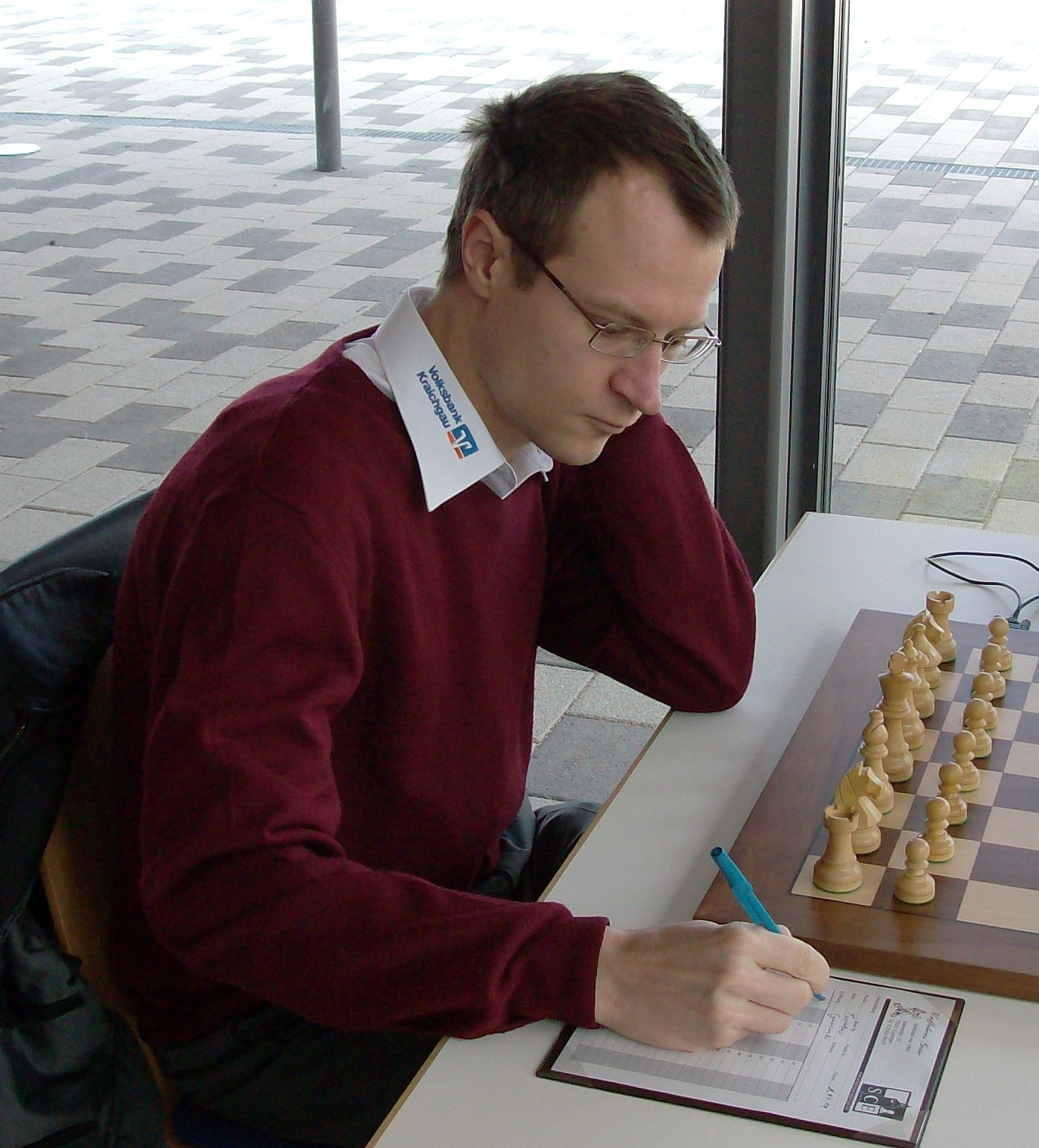
GM Serguei Tiviàkov, 2 títols

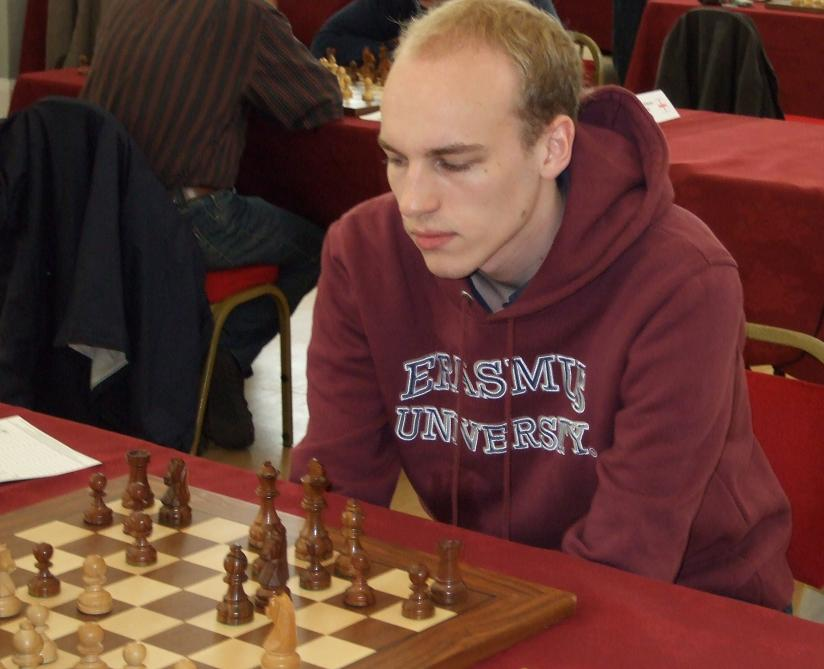
GM Jan Smeets, 2 títols

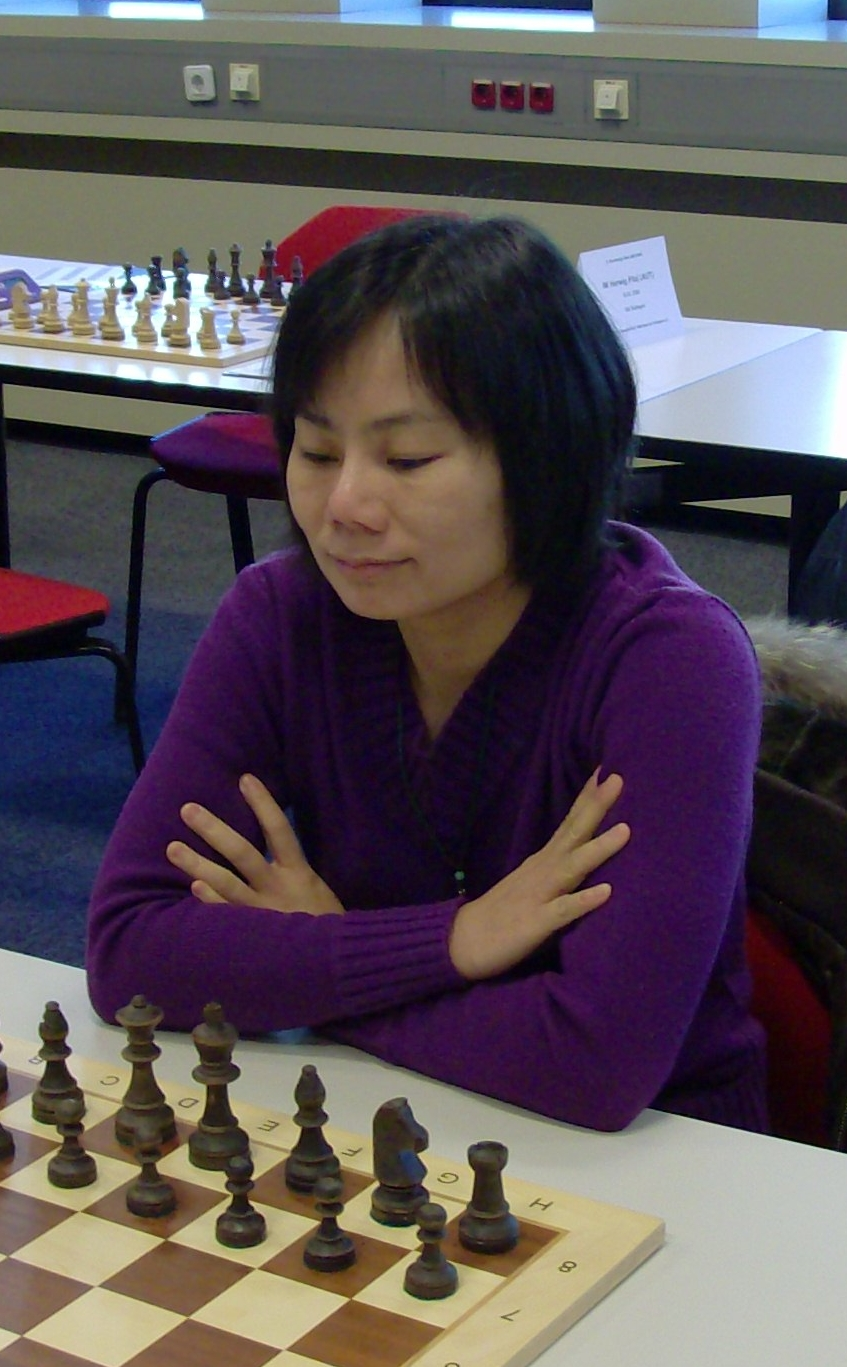
Zhaoqin Peng, 13 títols femenins

El campionat oficial s'establí el 1909 com a torneig bienal amb dotze jugadors, jugant una lliga tots contra tots (sistema Round-robin).
El 1970 s'establí que els cinc primers classificats es classificaven pel següent campionat nacional, un altre jugador era nominat per un comitè de selecció, i els sis restants provenien de torneigs de classificació previs. Els Grans Mestres podien participar-hi sense cap classificació prèvia El 1970 s'instituí el campionat anual. El campionat femení s'instituí el 1935.
| Any     | Ciutat                     | Campió de l'open             | Campiona                             |
| ------- | -------------------------- | ---------------------------- | ------------------------------------ |
| 1909    | Leiden                     | Adolf Georg Olland           |                                      |
| 1912    | Delft                      | Rudolf Loman                 |                                      |
| 1913    | Amsterdam                  | Johannes Esser               |                                      |
| 1919    | La Haia                    | Max Marchand                 |                                      |
| 1921    | Nimega                     | Max Euwe                     |                                      |
| 1924    | Amsterdam                  | Max Euwe                     |                                      |
| 1926    | Utrecht                    | Max Euwe                     |                                      |
| 1929    | Amsterdam                  | Max Euwe                     |                                      |
| 1933    | La Haia                    | Max Euwe                     |                                      |
| 1935    |                            |                              | Catharina Roodzant                   |
| 1936    | Rotterdam                  | Salo Landau                  | Catharina Roodzant                   |
| 1937    |                            |                              | Fenny Heemskerk                      |
| 1938    | Amsterdam                  | Max Euwe                     | Catharina Roodzant                   |
| 1939    | matx Euwe - Landau         | Max Euwe                     | Fenny Heemskerk                      |
| 1942    | matx Euwe - van den Hoek   | Max Euwe                     |                                      |
| 1946    |                            |                              | Fenny Heemskerk                      |
| 1947    | matx                       | Max Euwe                     |                                      |
| 1948    | matx Euwe - van Scheltinga | Max Euwe                     | Fenny Heemskerk                      |
| 1950    | Amsterdam                  | Max Euwe                     | Fenny Heemskerk                      |
| 1952    | Enschede                   | Max Euwe                     | Fenny Heemskerk                      |
| 1954    | Amsterdam                  | Jan Hein Donner              | Fenny Heemskerk                      |
| 1955    | matx (1954)                | Max Euwe                     |                                      |
| 1956    |                            |                              | Fenny Heemskerk                      |
| 1957    | Amsterdam                  | Jan Hein Donner              |                                      |
| 1958    | Amsterdam                  | Jan Hein Donner              | Fenny Heemskerk                      |
| 1960    |                            |                              | Corry Vreeken                        |
| 1961    | La Haia                    | Hiong Liong Tan              | Fenny Heemskerk                      |
| 1962    |                            |                              | Corry Vreeken                        |
| 1963    | La Haia                    | Frans Kuijpers               |                                      |
| 1964    |                            |                              | Corry Vreeken                        |
| 1965    | La Haia                    | Lodewijk Prins               |                                      |
| 1966    |                            |                              | Corry Vreeken                        |
| 1967    | Zierikzee                  | Hans Ree                     |                                      |
| 1968    |                            |                              | Ingrid Tuk                           |
| 1969    | Ljouwert                   | Hans Ree                     |                                      |
| 1970    | Ljouwert                   | Eddy Scholl                  | Corry Vreeken                        |
| 1971    | Ljouwert                   | Hans Ree                     | Rie Timmer                           |
| 1972    | Ljouwert                   | Coen Zuidema                 | Rie Timmer                           |
| 1973    | Ljouwert                   | Guennadi Sossonko            | Ada van der Giessen                  |
| 1974    | Ljouwert                   | Jan Timman                   | Cathy van der Mije                   |
| 1975    | Ljouwert                   | Jan Timman                   | Erika Belle                          |
| 1976    | Ljouwert                   | Jan Timman                   | Cathy van der Mije                   |
| 1977    | Ljouwert                   | Víktor Kortxnoi              | Cathy van der Mije                   |
| 1978    | Ljouwert                   | Jan Timman Guennadi Sossonko | Cathy van der Mije                   |
| 1979    | Ljouwert                   | Gert Ligterink               | Cathy van der Mije                   |
| 1980    | Ljouwert                   | Jan Timman                   | Erika Belle                          |
| 1981    | Ljouwert                   | Jan Timman                   | Erika Belle                          |
| 1982    | Amsterdam                  | Hans Ree                     | Carla Bruinenberg                    |
| 1983    | Hilversum                  | Jan Timman                   | Carla Bruinenberg                    |
| 1984    | Hilversum                  | John van der Wiel            | Carla Bruinenberg Heleen de Greef    |
| 1985    | Hilversum                  | Paul van der Sterren         | Jessica Harmsen Hanneke van Parreren |
| 1986    | Hilversum                  | John van der Wiel            | Heleen de Greef                      |
| 1987    | Hilversum                  | Jan Timman                   | Jessica Harmsen                      |
| 1988    | Hilversum                  | Rudy Douven                  | Jessica Harmsen                      |
| 1989    | Hilversum                  | Riny Kuijf                   | Mariette Drewes                      |
| 1990    | Hilversum                  | Jeroen Piket                 | Renate Limbach                       |
| 1991    | Eindhoven                  | Jeroen Piket                 | Anne Marie Benschop                  |
| 1992    | Eindhoven                  | Jeroen Piket                 | Erika Sziva                          |
| 1993    | Eindhoven                  | Paul van der Sterren         | Iwona Bos-Swiecik                    |
| 1994    | Amsterdam                  | Jeroen Piket                 | Erika Sziva                          |
| 1995    | Amsterdam                  | Ivan Sokolov                 | Marisca Kouwenhoven                  |
| 1996    | Amsterdam                  | Jan Timman                   | Erika Sziva                          |
| 1997    | Rotterdam                  | Predrag Nikolić              | Peng Zhaoqin                         |
| 1998    | Rotterdam                  | Ivan Sokolov                 | Erika Sziva                          |
| 1999    | Rotterdam                  | Predrag Nikolić              | Erika Sziva                          |
| 2000    | Rotterdam                  | Loek van Wely                | Peng Zhaoqin                         |
| 2001    | Ljouwert                   | Loek van Wely                | Peng Zhaoqin                         |
| 2002    | Ljouwert                   | Loek van Wely                | Peng Zhaoqin                         |
| 2003    | Ljouwert                   | Loek van Wely                | Peng Zhaoqin                         |
| 2004    | Ljouwert                   | Loek van Wely                | Peng Zhaoqin                         |
| 2005    | Ljouwert                   | Loek van Wely                | Peng Zhaoqin                         |
| 2006    | Hilversum                  | Serguei Tiviàkov             | Peng Zhaoqin                         |
| 2007    | Hilversum                  | Serguei Tiviàkov             | Peng Zhaoqin                         |
| 2008[4] | Hilversum                  | Jan Smeets                   | Peng Zhaoqin                         |
| 2009    | Haaksbergen                | Anish Giri                   | Peng Zhaoqin                         |
| 2010    | Eindhoven                  | Jan Smeets                   | Peng Zhaoqin                         |
| 2011    | Boxtel                     | Anish Giri                   | Peng Zhaoqin                         |
| 2012    | Amsterdam                  | Anish Giri                   | Tea Lanchava                         |
| 2013    | Amsterdam                  | Dimitri Reinderman           | Lisa Schut                           |
| 2014    | Amsterdam                  | Loek van Wely                | Anne Haast                           |
| 2015[5] | Amsterdam                  | Anish Giri                   | Anne Haast                           |
| 2016    | Amsterdam                  | Jorden Van Foreest           | Anne Haast                           |
| 2017    | Amsterdam                  | Loek van Wely                | Anne Haast                           |
| 2018    | Amsterdam                  | Serguei Tiviàkov             | Peng Zhaoqin                         |
| 2019    | Amsterdam                  | Lucas van Foreest            | Iozefina Păuleţ                      |
| 2021    | Hoogeveen/Rotterdam        | Max Warmerdam                | Anne Haast                           |